# Birkhof (Herlikofen)
Birkhof ist ein Wohnplatz des Schwäbisch Gmünder Stadtteils Herlikofen im Ostalbkreis in Baden-Württemberg.

## Lage
Der Einzelhof steht etwa zwei Kilometer südwestlich des Dorfkerns von Herlikofen und circa zweieinhalb Kilometer östlich der Gmünder Altstadt am rechten Unterhang des Remstals über der Remstalbahn und der Ausfahrt Schwäbisch Gmünd-Ost an der Bundesstraße 29. Naturräumlich liegt der Ort im Vorland der östlichen Schwäbischen Alb am Rande der Liasplatten über Rems und Lein. Im Untergrund liegt Stubensandstein (Löwenstein-Formation). Das bäuerliche Anwesen ist überwiegend von dünn mit Bäumen bestandenen Wiesen und etwas entfernter auch von Feldhecken umgeben.

## Geschichte
Der Hof wurde zwischen 1870 und 1881 errichtet.